# أحمد فتحي (مغني)
أحمد فتحي (1957)، موسيقار وعازف عود ومغني يمني. من مواليد محافظة الحديدة - مدينة الضحي، هاجر في سن الشباب إلى جمهورية مصر العربية، وحصل على درجة الماجستير من المعهد العالي للموسيقى العربية بمصر، عن (دور آلة العود في مصاحبة الغناء اليمني) عام 1998م، بتقدير ممتاز  ، كما حصل على الدكتوراه الفخرية من جامعة الحديدة عام 2006م، وهو والد المغنية بلقيس.
ألَّف وعزف الموسيقار أحمد فتحي معزوفة موسيقية خاصة أهداها رسمياً للرئيس الأمريكي باراك أوباما وقدّمها ضمن الحفل الفني الذي تم إحياؤه بمسرح الألفية بمركز كنيدي بالعاصمة الأمريكية واشنطن  مساء يوم الجمعة الموافق 13 مارس 2009م، كما شارك بمعزوفة موسيقية في حفل تسليم جائزة نوبل للسلام والتى حصلت عليها الناشطه الحقوقية والأديبة اليمنية توكل كرمان .

## مسيرته الفنية
- حصل على ثلاث جوائز كأحسن عازف عود من المعهد العالي للموسيقى العربية، أثناء الدراسة الثانوية.
- شهادة تقدير من مهرجان القاهرة الدولي للأغنية لتلحين أغنية (عصافير قلبي)، عام 1997م.
- شهادة تقدير من لجنة الإمارات للتكافل العربي، بدولة الإمارات العربية المتحدة، عام 1988م.
- شهادة تقدير من المهرجان الدولي لأغنية الطفل لتلحين أغنية (طفل الغد)، عام 1989م.
- شهادة تقدير من سلطنة عمان على مشاركته في مهرجان الخريف 1991م.
- شهادة تقدير من قاعة الملكة إليزابيث في لندن، 1993م.
- شهادة تقدير من دار الأوبرا المصرية لمشاركته في مهرجان الموسيقى العربية بالقاهرة عام 1994م.
- شهادة تقدير من السيد بيير جامبي، مدير المعهد العالى للتقنيات المتقدمة في باريس، عام 1994م.
- -شهادة تقدير من مهرجان القاهرة الدولي السادس للأغنية – جائزة اللحن المميز لأغنية (أحب الورد) عام 2000م.
- شهادة تقدير من مهرجان تكريم نجوم الطرب العربي الأول في بيروت، عام 2001م.
- شهادة تقدير من الأمير مشعل بن سعود بن عبد العزيز، أمير منطقة نجران لمشاركته في مهرجان نجران الأول عام 2003 م.
- تكريم من اتحاد المبدعين العرب عام 2007م.
- تكريم من مهرجان الإسكندرية الدولي للموسيقى والغناء 2008م.
- تكريم من سعادة سفير الجمهورية اليمنية بالقاهرة، 1مارس 2009م.
- تكريم من سعادة سفير الجمهورية اليمنية بالولايات المتحدة الأمريكية، 14 مارس 2009م.
- - تكريم من جمعية (ليونز شرق الإسكندرية)، 11 سبتمبر 2009م.
- عضو بجمعية المؤلفين والملحنين في باريس.